# 麻陽ミャオ族自治県
麻陽ミャオ族自治県（まよう-ミャオぞく-じちけん）は中華人民共和国湖南省懐化市に位置する自治県。

## 行政区画
- 鎮：錦和鎮、江口墟鎮、岩門鎮、蘭里鎮、呂家坪鎮、高村鎮、堯市鎮、郭公坪鎮
- 郷：文昌閣郷、大橋江郷、舒家村郷、隆家堡郷、譚家寨郷、石羊哨郷、板栗樹郷、蘭村郷、和平渓郷、黄桑郷